# Лоскутово (Томск)
Ло́скутово — деревня в подчинении Томска, относится к Кировскому району города, входит в состав городского округа город Томск. Ранее (до 12 ноября 2004 года) находилась в составе Богашёвского сельского округа Томского района Томской области.

## История
Деревня Лоскутово образовалась в 1580 году в километре северо-восточней нынешнего Лоскутово (ныне местными называется Старое Лоскутово). На рубеже XIX—XX веков, вскоре после постройки Томской ветви Транссиба, активизировалось строительство домов возле железной дороги, а в конце 1960-х годов был построен посёлок Совхозный (несколько панельных пятиэтажек), который в 1971 году был объединён с Лоскутово под названием Совхозный, а в 1972 году объединённому посёлку присвоено имя Лоскутово.

## Население

### XIX — начало XX века
|        | 1859 | 1882 | 1893 | 1899 | 1905 | 1911 | 1923 | 1926 |
| ------ | ---- | ---- | ---- | ---- | ---- | ---- | ---- | ---- |
| Муж.   | 57   |      | 50   | 57   |      | 82   |      | 87   |
| Жен.   | 50   |      | 45   | 43   |      | 69   |      | 114  |
| Итого  | 107  |      | 95   | 100  | 104  | 288  | 168  | 201  |
| Дворов | 20   | 40   | 20   | 23   |      | 27   | 29   | 44   |

### XXI век
| 2002 | 2010  | 2012  | 2013  | 2014  | 2015  | 2021  |
| ---- | ----- | ----- | ----- | ----- | ----- | ----- |
| 3111 | ↗3865 | ↘3853 | ↗3860 | ↗3888 | ↘3878 | ↘2905 |

## Экономика
В Лоскутово располагается около 40 предприятий, учреждений и организаций, 1106 личных подсобных хозяйств.

## Социальная инфраструктура
В деревне действуют: средняя школа, детский сад, школа искусств, поликлиника, библиотека, магазины, отделение "Почты России", аптека, парикмахерская, швейное ателье, дом культуры и церковь. Выходит газета «Лоскутовские вести».

## Улицы
Улицы: Восточная, Гагарина, Ленина, Линейная, Новая, Октябрьская, Подгорная, Пушкина, Советская, Строительная, Трактовая.
Переулки: Аптечный, Больничный, Дорожный, Кедровый, Подгорный, Ракетный, Светлый, Сосновый, Строительный.
Названия многих улиц пересекаются с названиями улиц «большого» Томска, поэтому лоскутовские адреса пишутся по типу: «город Томск, деревня Лоскутово, улица…».

## Природа
К деревне примыкают два вековых кедровника, памятника природы, — Лоскутовский (возле Старого Лоскутово) и Магадаевский, на который время от времени[уточнить] покушаются[прояснить] коттеджи местных депутатов.

## Галерея

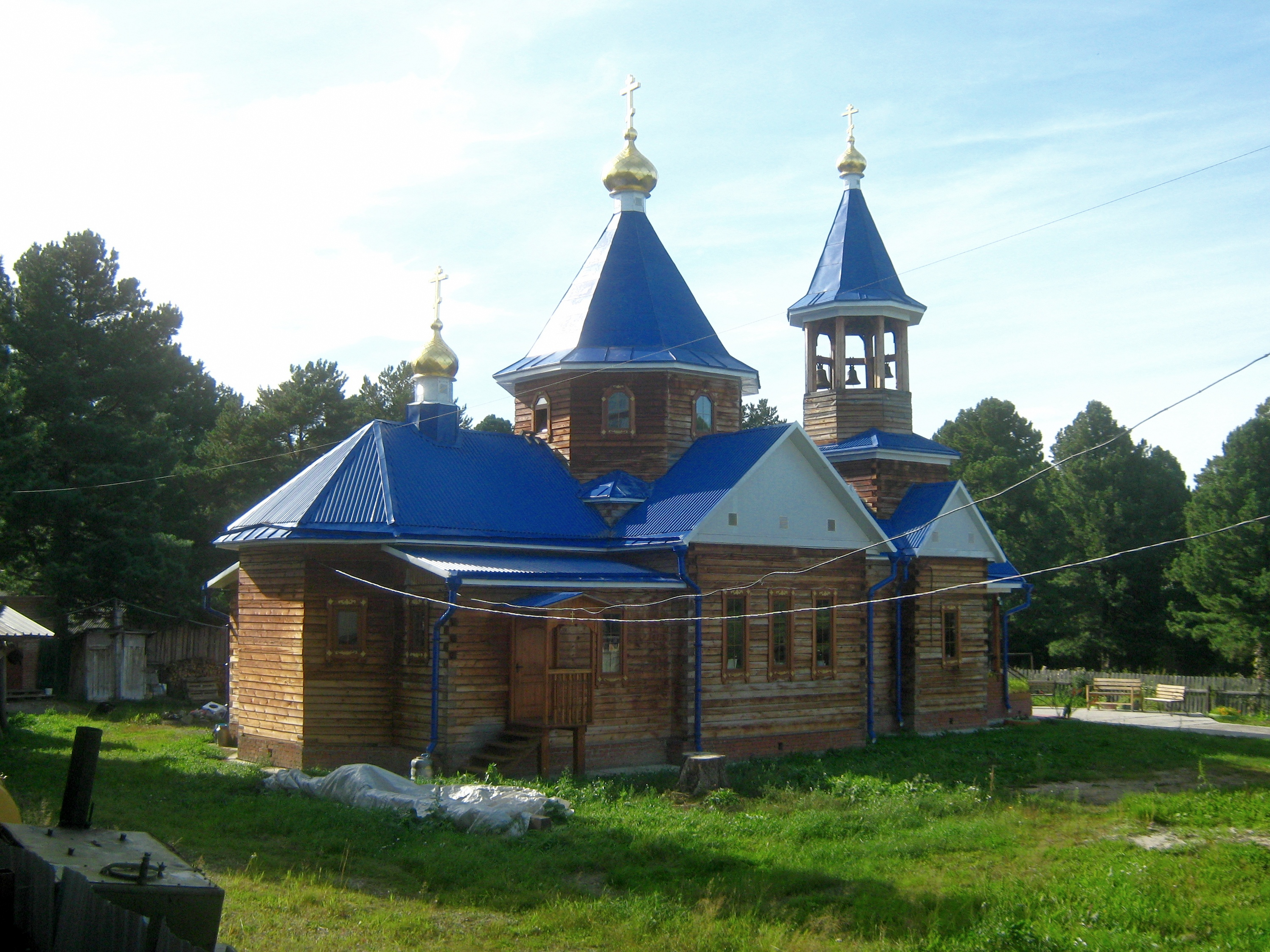
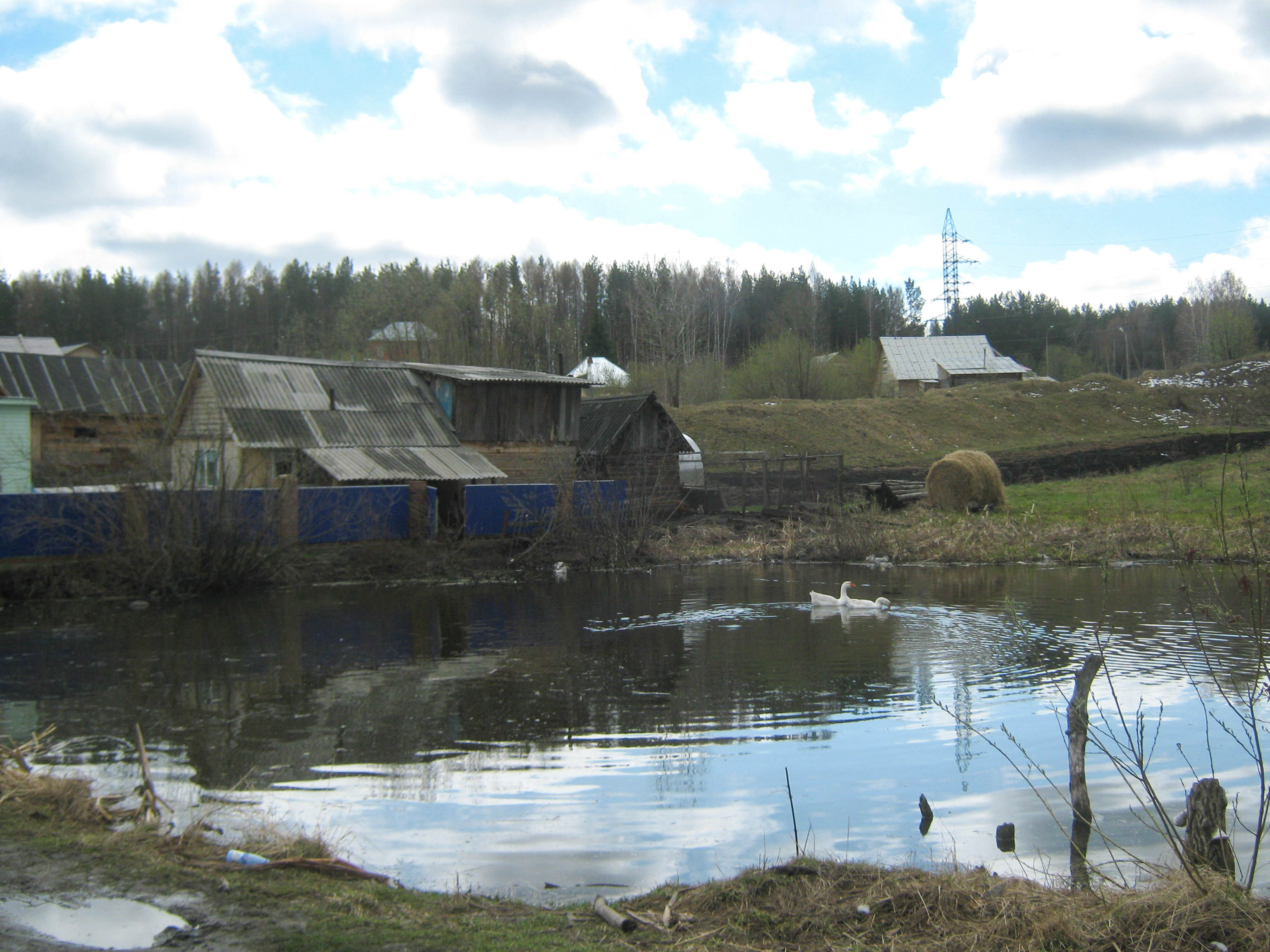
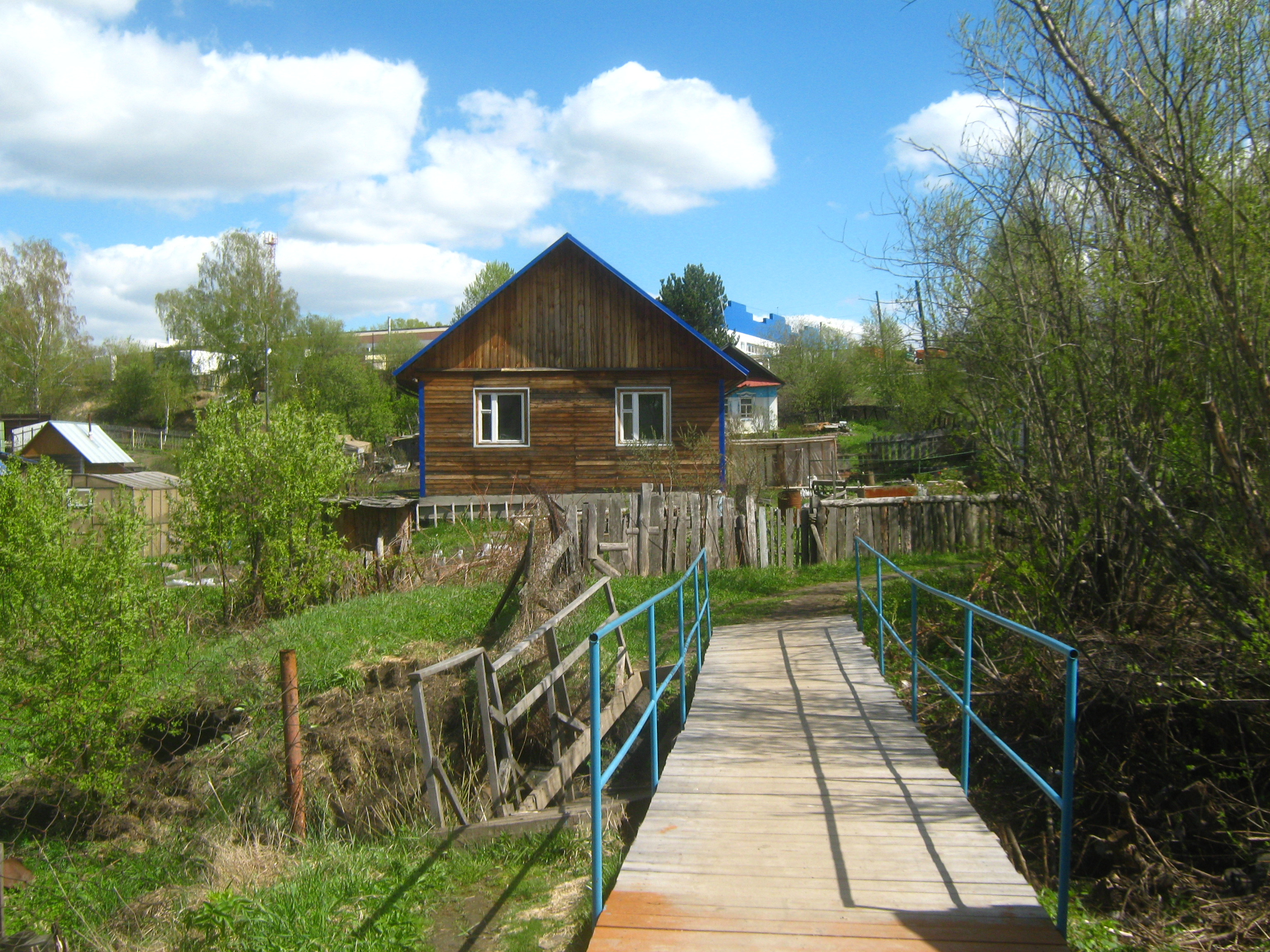
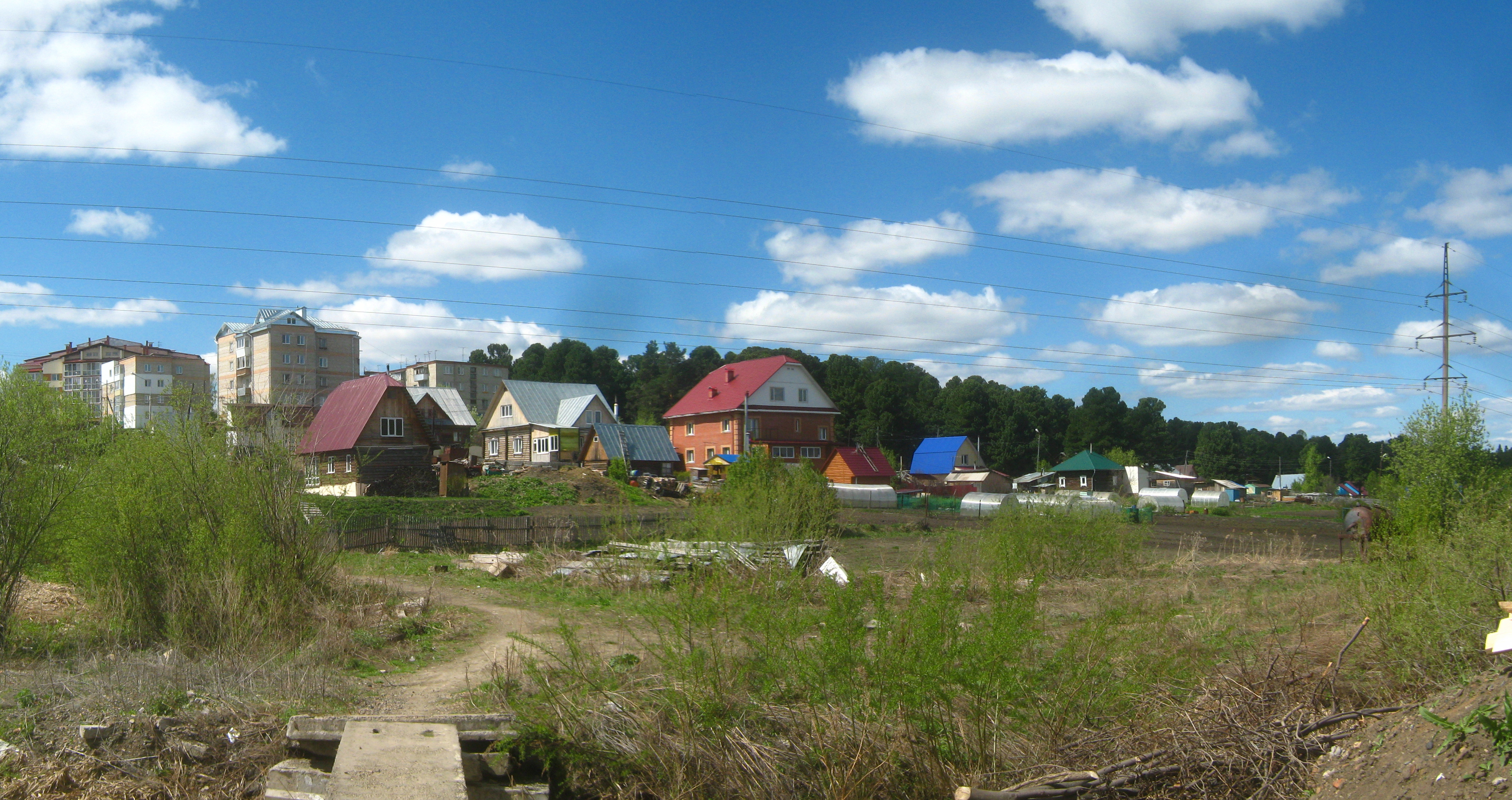
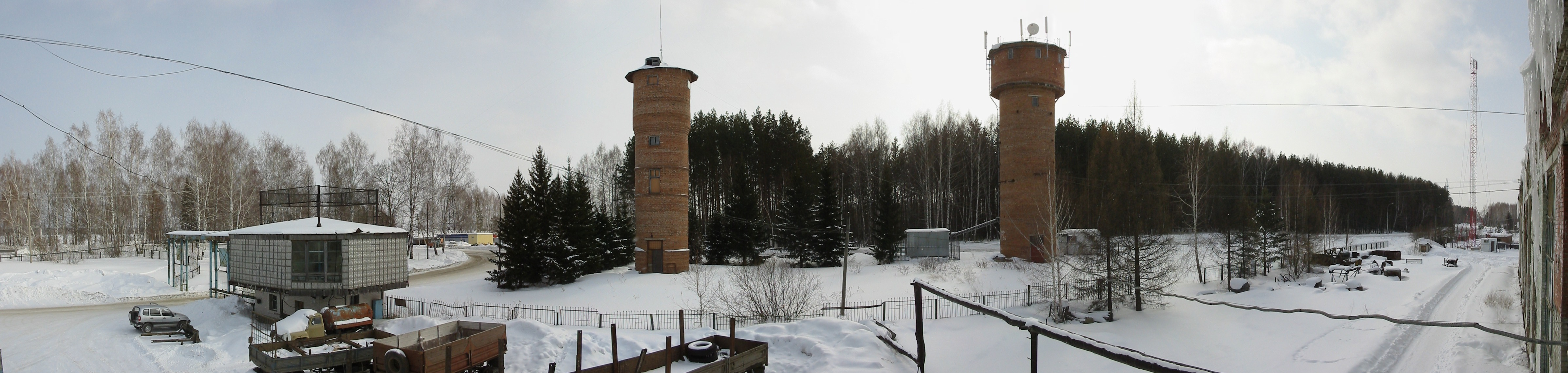
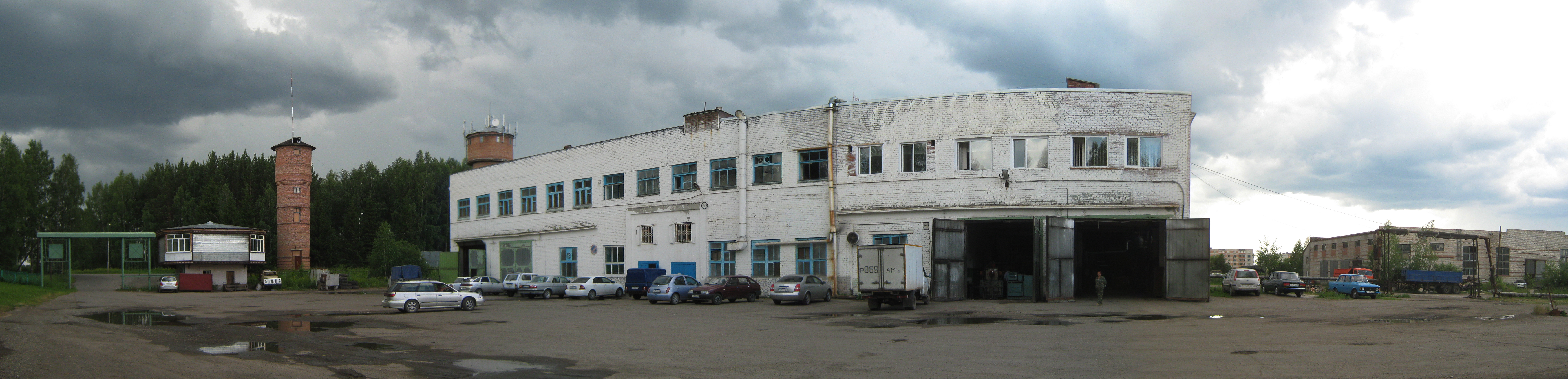